# Quận York, Nebraska
Quận York (tiếng Anh: York County) là một quận nằm trong tiểu bang Nebraska, Hoa Kỳ. Đến năm 2000, dân số quận là 14.598. Quận lỵ là York 2.
Theo Cục điều tra dân số Hoa Kỳ, quận York có tổng diện tích 576 dặm vuông (1.492 km ²), trong đó, 576 dặm vuông (1.491 km ²) là đất và 0 dặm vuông (1 km ²) của nó (0,06%) là diện tích mặt nước.

## Thông tin nhân khẩu
Theo điều tra dân số 2 năm 2000, quận có dân số 14.598 người, 5.722 hộ, và 3.931 gia đình sống trong quận. Mật độ dân số là 25 người cho mỗi dặm vuông (10/km ²). Có 6.172 đơn vị nhà ở với mật độ trung bình là 11 cho mỗi dặm vuông (4/km ²). Cơ cấu chủng tộc của dân cư quận này gồm 96,78% người da trắng, 0,96% da đen hay Mỹ gốc Phi, 0,29% người Mỹ bản xứ, 0,49% người châu Á, 0,08% người đảo Thái Bình Dương, 0,64% từ các chủng tộc khác, và 0,77% từ hai hoặc nhiều chủng tộc. 1,40% dân số là người Hispanic hay Latino thuộc chủng tộc nào. 52,0% là gốc Đức, Ailen chiếm 8,2%, 7,2% gốc Anh và gốc Thụy Điển 5,1% theo điều tra dân số năm 2000.
Có 5.722 hộ, trong đó 31,10% có trẻ em dưới 18 tuổi sống chung với họ, 60,20% là các cặp vợ chồng sống với nhau, 6,00% có chủ hộ là nữ không có mặt chồng, và 31,30% là không lập gia đình. 27,50% của tất cả các hộ gia đình đã được tạo thành từ các cá nhân và 14,00% có người sống một mình 65 tuổi trở lên. Bình quân mỗi hộ là 2,42 và cỡ gia đình trung bình là 2,96.
Trong quận có cơ cấu tuổi dân cư là: 25,30% ở độ tuổi dưới 18, 9,00% 18-24, 25,40% 25-44, 23,00% 45-64, và 17,40% 65 tuổi trở lên. Tuổi trung bình là 39 năm. Cứ mỗi 100 nữ có 91,50 nam giới. Cứ mỗi 100 nữ 18 tuổi trở lên, đã có 88,80 nam giới.
Thu nhập trung bình cho một hộ gia đình trong quận đã được 37.093 Mỹ kim, và thu nhập trung bình cho một gia đình là  44.741 USD. Nam giới có thu nhập trung bình 30.658 đô la Mỹ so với 19.874 USD đối với phái nữ. Thu nhập trên đầu cho các quận được $ 17,670. Giới 6,00% gia đình và 8,50% dân số sống dưới mức nghèo khổ, trong đó có 9,90% của những người dưới 18 tuổi và 7,10% có độ tuổi từ 65 trở lên.